# Карасёв, Борис Иванович (футболист)
Бори́с Ива́нович Карасёв (28 июня 1938, Иваново, СССР — 20 ноября 1999, Иваново, Россия) — советский футболист, Мастер спорта СССР.

## Карьера
Воспитанник ивановской команды «Юный динамовец». Первый тренер — И. С. Алебастров. Выступал на позиции крайнего нападающего в клубах «Текстильщик» Иваново и «Динамо» Ленинград). За «Динамо» играл в классе «А», провел 40 матчей и забил 4 гола. Был капитаном команды.
После завершения карьеры работал детским тренером в ДЮСШ «Текстильщик». Среди воспитанников — Михаил Захарченко, Артём Лопаткин, Константин Ушаков, Евгений Горбунов и Игорь Балашов. В советское время возглавлял тренерский совет при областной федерации футбола.
В 1993 году занимал пост начальника команды «Текстильщик».
Скончался 20 ноября 1999 года в Иванове. Похоронен на кладбище «Балино».
Его младшим сводным братом является футболист московского «Спартака», заслуженный тренер РСФСР Александр Пискарёв.